# Platinmünze
Platinmünzen sind in der Numismatik Münzen, die überwiegend aus dem Edelmetall Platin bestehen und ausschließlich als Anlagemünzen oder Sammlermünzen fungieren. Pendants sind Gold-, Silber- und Palladiummünzen.

## Allgemeines
Anders als Gold- und Silbermünzen sind Platinmünzen nicht als gesetzliches Zahlungsmittel vorgesehen. Sie dienen also nicht dem Geldumlauf, sondern der Hortung, weil ihr Metallwert höher ist als ihr Nennwert. Deshalb heißen sie auch Kurantmünzen. Die Hortung geschieht entweder in Form der Anlagemünzen als Kapitalanlage, Sammlermünzen zum Sammeln oder als Spekulationsobjekt.

## Geschichte

Drei-Rubel-Münze aus Platin (Platinrubel)

In der Münzherstellung spielte Platin in früheren Zeiten keine Rolle. Es wurde von den Spaniern sogar als Abfallprodukt bei der Goldproduktion betrachtet. Sie hielten es für „unfertiges Gold“. Lediglich in Russland unter Zar Nikolaus I. (1825–1855) wurde es für die Ausprägung regulärer Umlaufmünzen verwendet. Im Zeitraum von 1828 bis 1845 wurden 3, 6 und 12 Platinrubelstücke geprägt, auch Platindukaten genannt. Der Zar erließ mit dem Münz-Ukas (Ukas = Erlass) vom 24. April (6. Mai) 1828 die Ausprägung von Platinmünzen zu 3 Silberrubel („weiße Dukaten“). Die Stücke sollten die Größe der silbernen 25-Kopeken-Münzen bekommen und können, da das spezifische Gewicht des Platins fast doppelt so hoch ist wie das des Silbers, allein schon durch ihr Gewicht mit diesen nicht verwechselt werden. Wegen der zu hohen Prägekosten wurde die Prägung 1845 eingestellt. Doch bereits 1862 nahm man die Prägung von Platinmünzen wieder auf, um sie bereits 1863 wieder zu beenden.
Das Gewicht der Münzen von 2 Solotniki 41 Doli (1 Solotnik = 4,265 g, 1 Dolej = 0,044 g) wird auf der Prägung angegeben sowie der Hinweis „reines Ural-Platin“. Die 3 Rubel-Münzen wiegen also 10,35 g und ein Rubel repräsentiert 3,45 g „reines Ural-Platin“. Da ein Silberrubel 18,0 g (4 Solotniki 21 Doli) Silber enthält, ist die Relation zum Silber auf ca. 5,2 zu 1 festgesetzt worden (heute liegt sie bei über 100 zu 1). Mit Ukas vom 30. November (12. Dezember) 1829 folgten doppelte Dukaten zu 6 Silberrubel und mit Ukas vom 12. (24.) September 1830 vierfache Dukaten zu 12 Silberrubel.
Diese Münzen entsprechen in ihrer Größe den 50-Kopeken- bzw. 1-Rubel-Silbermünzen. Die Platinmünzen durften zunächst allerdings nicht im Außenhandel verwendet werden. Da sie aber bei der Bevölkerung aufgrund ihrer unscheinbaren Farbe unbeliebt waren (sie wurden Serinkie, „Grauchen“ genannt), wurde das Ausfuhrverbot 1830 aufgehoben. Aus dem Handel nach Osten kamen die Platinmünzen alle wieder nach Russland zurück, da man in den Tee exportierenden Ländern mit dem Metall nichts anfangen konnte.
Lediglich die Bauern auf dem Lande verwahrten ihre Ersparnisse gern in Form von Platinrubeln unter dem Herd. Nach einem Brand des Bauernhauses konnten die Münzen wegen des hohen Schmelzpunktes (+1773,5 °C) unversehrt aus der Asche geborgen werden. Da praktisch die gesamte russische Platinproduktion vermünzt wurde, dienten nun in Europa die Platinmünzen als Bezugsquelle für dieses Metall. Im März 1845 wurde die weitere Ausfuhr der Platinmünzen verboten und die Wiedereinfuhr nur noch vier Monate lang erlaubt. Im Juni 1845 wurde dann bekannt gegeben, dass keine Platinmünzen mehr geprägt würden und die noch umlaufenden nur noch in den nächsten sechs Monaten gegen Gold- und Silbermünzen oder Depositenscheine eingewechselt würden. Die Gesamtauflage betrug insgesamt ca. 1,4 Millionen Münzen. Die russischen Platinmünzen wurden, wie alle frühen Platinprodukte, noch durch Sintern hergestellt, da Platin einen so hohen Schmelzpunkt hat.
Die russischen Rubel waren de facto die einzigen Platinmünzen, die ein Staat jemals als reguläre Umlaufmünze ausgegeben hat. Alle anderen bekannten Platinmünzen und Medaillen dienen zu Sammler- oder Anlagezwecken, auch wenn sie gültiges Zahlungsmittel der jeweiligen Ausgabeländer sind. Heute werden gelegentlich noch Sondermünzen zu z. B. 150 Rubel aus Russland und vor allem Bullionmünzen aus Platin geprägt. Beispiele sind der Platinum Eagle aus den USA, der Platinum Maple Leaf aus Kanada, der Platin Koala aus Australien oder der Platin Noble von der Isle of Man. Sogenannte Novodel-Prägungen konnten bis 1890 in der St. Petersburger Münzstätte als Nachprägungen von Originalstempeln auf Wunsch für Sammler angefertigt werden. Weitere Platinprägungen sind Medaillen, neuzeitliche Platinabschläge von Münzen für Sammler, und Probemünzen.

## Heutige Situation
Im April 1828 wurde das Wertverhältnis von Platin zum Gold in Russland auf 1 : 3 festgesetzt, wobei diese staatliche Regelung nicht die Dynamik des weltweiten Edelmetallhandels und seine Kursschwankungen berücksichtigte. In der russischen Bevölkerung konnten sich diese zu 96,1 % aus Platin bestehenden Münzen nicht durchsetzen. Nach der Aufhebung des Ausfuhrverbots im Jahre 1830 gelangten viele Platinmünzen ins Ausland. Da inzwischen der Metallwert über dem Münznominal lag, wurden sie dort profitabel eingeschmolzen. 1857 gelangten 654 kg Platinmünzen aus Staatsbeständen zur Einschmelzung nach Paris, 1872 verkaufte die russische Staatsbank 11.800 kg an die Londoner Scheideanstalt Johnson Matthey, so dass sich heute nur noch etwa 15 % des ursprünglichen Münzbestandes in Umlauf befindet.

## Münzfälschungen auf Platin basierend
Ein sehr interessanter und weitgehend unbekannter Aspekt sind zeitgenössische Fälschungen von gültigen Goldmünzen im 18. und 19. Jahrhundert. Da Platin zwar vom Gewicht dem Gold ähnlich ist, aber im Preis weitaus billiger war (Anfang 18. Jahrhundert nur 1/5 des Goldpreises), eignete es sich hervorragend für Fälschungen.
Ein Kern aus einer Kupfer-Platinlegierung oder ein Platinkern wurde einfach mit einer dünnen Schicht Gold überzogen. Auf die Art konnte die Dichte und das Gewicht der gefälschten Goldmünzen nahezu exakt erreicht werden. Hauptsächlich wurden diese Fälschungen vom Personal der Münzstätten angefertigt, um sich an dem entstehenden Goldüberschuss zu bereichern. Die vergoldeten Platinstücke wurden dann zusammen mit den regulären Goldmünzen gleichen Typs in Verkehr gebracht.
Im Jahre 1758 z. B. untersagte das spanische Königshaus per Erlass den Platinhandel. Um Schmuggel und Fälschungen vorzubeugen, sollte das vermeintlich „wertlose“ Metall sogar einfach im Meer versenkt werden. Besonders spanische Münzen und französische Louis d’or fielen den zeitgenössischen Fälschern zum Opfer, aber auch englische und mexikanische Münzen. Mit dem rasanten Anstieg des Platinpreises und dem Übersteigen des Goldpreises wurde Platin als Fälschungsmaterial im letzten Viertel des 19. Jahrhunderts jedoch zunehmend uninteressant.

## Anlagemünzen
Seit Februar 2016 bietet die Münze Österreich auch eine Platinmünze an, den Philharmoniker mit einem Reinheitsgrad von 999,5/1000 und einer Unze Feingewicht. Der Nennwert beträgt 100 Euro. Ferner gibt es diese Münze mit einer Stückelung von 1/25 Unze (entspricht 1,24 g) und einem Nennwert von vier Euro.
Erst die Palladium-Versionen des Maple Leafs (seit 2005) und der Cook Islands Bounty (seit 2009) sind durch ihre hohen Auflagen und ihr schlichtes, jährlich gleichbleibendes Motiv eindeutig nicht an den Sammlermarkt adressiert.